# Mammillaria sanchez-mejoradae
Mammillaria sanchez-mejoradae ist eine Pflanzenart aus der Gattung Mammillaria in der Familie der Kakteengewächse (Cactaceae). Das Artepitheton ehrt den mexikanischen Kakteenspezialisten Hernándo Sánchez-Mejorada.

## Beschreibung
Mammillaria sanchez-mejoradae wächst einzeln mit abgeflacht kugelförmigen bis kugelförmigen leuchtend grünen Trieben und erreicht bei Durchmessern von 1 bis 3 Zentimetern Wuchshöhen von bis 3 Zentimetern. Die Warzen sind konisch. Sie enthalten keinen Milchsaft. Die Axillen sind kahl. Ein Mitteldorn ist nicht vorhanden. Die 30 bis 40 haarartigen, steifen, weißen Randdornen liegen kammartig an den Warzen an und sind 1,5 bis 2 Millimeter lang.
Die glockenförmigen Blüten sind weißlich rosa. Sie sind bis 1,6 Zentimeter lang und erreichen Durchmesser von 2 Zentimetern. Die kugelförmigen Früchte sind vollständig in den Trieben verborgen. Sie besitzen einen Durchmesser von 3 bis 8 Millimeter und enthalten schwarze Samen.

## Verbreitung, Systematik und Gefährdung
Mammillaria sanchez-mejoradae ist im mexikanischen Bundesstaat Nuevo León verbreitet.
Die Erstbeschreibung erfolgte 1992 durch Rodrigo González. Ein nomenklatorisches Synonym ist Escobariopsis sanchez-mejoradae (Rodr.González) Doweld (2000).
Mammillaria sanchez-mejoradae wird in der Roten Liste gefährdeter Arten der IUCN als „Critically Endangered (CR)“, d. h. vom Aussterben bedroht, eingestuft.

## Nachweise